# 키더 윌리엄스스털링
키더 윌리엄스스털링(영어: Kedar Williams-Stirling, 1994년 12월 14일 ~ )은 잉글랜드의 배우이다. 2019년부터 방영중인 드라마 《오티스의 비밀 상담소》에서 잭슨 마체티 역으로 잘 알려져 있다.